# David Wechsler
David "Wex" Wechsler (Lespezi, Románia, 1896. január 12. – New York, USA, 1981. május 2.) zsidó származású romániai emigráns, aki a maga korában az egyik vezető amerikai pszichológus volt. Azóta már jól ismert intelligencia-skálákat fejlesztett ki, köztük a Wechsler Adult Intelligence Scale (WAIS) vagy a Wechsler Intelligence Scale for Children (WISC).

## Életútja
Wechsler zsidó családban született Lespeziben, egy romániai településen, és gyermekként az Amerikai Egyesült Államokba vándorolt ki szüleivel. New York városi kollégiumában és a Columbia Egyetemen tanult, ahol 1917-ben mesterdiplomát, 1925-ben pedig PhD fokozatot szerzett Robert S. Woodworth irányítása alatt. Az első világháborúban az Egyesült Államok hadseregének fejlesztett pszichológiai teszteket az újoncok ellenőrzésére, és eközben Charles Spearmannél és Karl Pearsonnál tanult.
Néhány különböző helyen eltöltött rövid idő után (beleértve ötéves magánpraxisát), Wechsler 1932-ben a Bellevue Pszichiátriai Kórház főpszichológusa lett, és 1967-ig ott is maradt. 1981-ben hunyt el, pszichológiai tesztjeit máig nagyra becsülik.

## Intelligencia-skálák
A pszichológia intelligenciával foglalkozó része nem a képességek általános vonatkozását vizsgálja, hanem az emberek közötti különbségeket. Wechsler-t leginkább intelligencia-tesztejiről ismerik. A Wechsler Adult Intelligence Scale-t (WAIS-t) először 1939-ben fejlesztette ki, akkor még Wechsler-Bellevue Intelligencia Teszt volt a neve. Ezekből származtatta 1949-ben a Wechsler Intelligence Scale for Children-t (WISC-t) és 1967-ben a Wechsler Preschool and Primary Scale of Intelligence-t (WPPSI-t).
Wechsler eredetileg azért készítette tesztjeit, hogy többet tudjon meg pácienseiről a Bellevue klinikán és azt találta, hogy az akkori aktuális Alfred Binet-féle IQ-teszt nem elég jó. A tesztek még most is az ő elképzeléséből indulnak ki: "az intelligencia az egyénnek az az összesített vagy globális képessége, amely lehetővé teszi, hogy célszerűen cselekedjék, hogy racionálisan gondolkodjék, és eredményesen bánjék környezetével."
Wechsler skálái rengeteg új elképzelést és áttörést mutattak be az intelligencia-mérés menetében. Először is felhagyott a régebbi intelligencia-tesztek hányados pontszámaival (az I.Q. Q-jával). A vizsgált személy eredményét nem az életkorral osztotta el, ahogy a korábbi méréseknél tették, hanem a korcsoportjának átlageredményével. Az ún. deviációs IQ számításakor az átlaghoz 100-as IQ-t rendelünk, az egységnyi szóráshoz pedig 15-öt. Így az intelligencia társadalmi populációtól függő változó lett. Egy relatív mutatóvá, amely azt fejezi ki, hogy a személy milyen eredményt ért el a saját országában levő saját korcsoportjának átlagához képest. A globális intelligencia koncepciójának elutasításaként (ahogy Charles Spearman terjesztette) két fő területre osztotta az intelligencia elképzelését: verbális és performációs (nemnyelvi) területre, ezek még részletesebb részeit különböző altesztekkel vizsgálta. Ezek a fogalomalkotások még a legutóbbi változatokban is visszaköszönnek a Wechsler-skálákban.
Wechsler kiemelte, hogy az intelligencia nem azonos a funkciók összességével. Egyrészt, mert az intelligens magatartás nem csak magukon az egyes funkciókon múlik, hanem azok együttes hatásain is, tehát keveredhetnek egymással. Másrészt vannak nem intellektuális faktorok, mint pl. a hangulat vagy a motiváció, amik szintén hatással bírnak a viselkedésünkre. Harmadrészt az intelligens magatartásnak több fajtája van, amik eltérő kompetenciákat igényelnek.
Kutatásai óta a pszichodiagnosztika és az intelligencia elméleti kutatása is továbbfejlődött. A WAIS ma a leggyakrabb hivatalos használatú pszichológiai teszt (Kaplan & Sacuzzo, 2005). A teszteket körülbelül tízévente megújítják, hogy kompenzálják a Flynn-effektust.
Magyarországon egy ideig MAWI-nak (Magyar Wechsler Intelligencia Teszt) és MAWGYI-nak (Magyar Wechsler Gyermek Intelligencia Teszt) hívták a lefordított változatokat, amiket később revideáltak. Belföldön legutóbb WAIS-IV és WISC-IV néven hitelesítették Wechsler tesztjeit, így ezek a legfrissebbek. Az ötös számú megjelenése 2013 előtt nem esedékes.

## A WAIS és a WISC felépítése[7]
A Wechsler-féle intelligencia vizsgálat 5 verbális és 5 cselekvéses feladatcsoportból áll. Átlagosan egy óra alatt lehet végigcsinálni, egészséges személyek 35-90 perc között jutnak az utolsó feladat végére. Néhány része időre megy, ezért az eredeti kutatói eszköztárnak a stopperóra is szerves része volt. Az alábbiakban a feladatok jellege látható:
- Verbális próbák
  - Az első feladatcsoport (Ismeretek) olyan kérdéseket tartalmaz, amelyek megválaszolása zömében iskolában tanított dolgokból áll.
  - A másodikban (Helyzetek megértése) röviden körülírt helyzetek vannak, amikre józan értelemmel kell reagálni.
  - A harmadik feladatcsoportban (Számismétlés) számokat kell a vizsgálati személynek megjegyezni.
  - A negyedikben (Számolási feladat) egyszerű matematikai szöveges feladatokat kell megoldani.
  - Az ötödikben (Főfogalom megnevezési próba) fogalompárokat kell kategóriába sorolni.
- Cselekvéses próbák
  - A hatodikban (Rejtjelezés-próba) számokhoz kell jeleket társítani.
  - A hetedikben (Képrendezés) időrendi sorrendbe kell rakni képeket aszerint, hogy a rajtuk látható dolgok hogyan következhettek egymás után.
  - A nyolcadikban (Képkiegészítés) hiányos képeket lát a vizsgálati személy, és meg kell neveznie a hiányzó dolgokat.
  - A kilencedikben (Mozaikpróba) ki kell rakni adott mintájú kockákból egy megadott ábrát.
  - A tizedikben (Szintézispróba) alakzatokat kell összerakni.

A gyermekváltozat 16 éves korig használható, de 14 éven felül normális értelmű gyerekeknél már érdemes a WAIS-t használni. A feladatok ugyanolyan jellegűek, mint a felnőtt változatban, csak az instrukciók és a pontozások vannak a korcsoportnak megfelelően igazítva. Feladatcsoportjai: Ismeretek, Élethelyzetek, Számolási gondolkodás, Főfogalom, Szókincs-próba, (Számismétlés-próba – kiegészítő teszt,) Jelek, Képkiegészítés, Képrendezés-próba, Mozaikpróba, Összeillesztés.

## Magyarul megjelent művei
- WISC-IV Wechsler intelligence scale for children, fourth edition. Technikai és értelmező kézikönyv; adapt. Nagyné Réz Ilona et al.; OS Hungary Tesztfejlesztő, Bp., 2007
- WISC-IV Wechsler intelligence scale for children, fourth edition. Tesztfelvételi és pontozási kézikönyv; m. adapt. Nagyné Réz Ilona et al.; OS Hungary Tesztfejlesztő, Bp., 2008
- WAIS-IV Wechsler adult intelligence scale, fourth edition. Tesztfelvételi és pontozási kézikönyv; m. adaptáció Rózsa Sándor et al.; OS Hungary Tesztfejlesztő, Bp., 2010
- WAIS-IV Wechsler adult intelligence scale, fourth edition. Tesztfelvételi és pontozási kézikönyv; m. adaptáció Rózsa Sándor et al.; OS Hungary Tesztfejlesztő, Bp., 2010
- WPPSI-IV Wechsler preschool and primary scale of intelligence, fourth edition. Tesztfelvételi és pontozási kézikönyv; m. adaptáció Kő Natasa et al.; OS Hungary Tesztfejlesztő, Bp., 2015
- WPPSI-IV Wechsler preschool and primary scale of intelligence, fourth edition. Technikai és értelmező kézikönyv; m. adaptáció Kő Natasa et al.; OS Hungary Tesztfejlesztő, Bp., 2015

## További könyvek a témáról
- Frank, George (1983). The Wechsler Enterprise: An Assessment of the Development, Structure, and Use of the Wechsler Tests of Intelligence. Oxford: Pergamon. ISBN 0-08-027973-2
- Kaplan, Robert M.; Saccuzzo, Dennis P. (2009). Psychological Testing: Principles, Applications, and Issues (Seventh ed.). Belmont (CA): Wadsworth. ISBN 978-0-495-09555-2
- Kaufman, Alan S.(1994). Intelligent Testing with the WISC-III. Wiley Series on Personality Processes. New York (NY): Wiley. ISBN 0-471-57845-2
- Kaufman, Alan S. (2009). IQ Testing 101. New York: Springer Publishing. ISBN 978-0-8261-0629-2
- Kaufman, Alan S.; Lichtenberger, Elizabeth (2006). Assessing Adolescent and Adult Intelligence (3rd ed.). Hoboken (NJ): Wiley. ISBN 978-0-471-73553-3
- Wechsler, David (1939). The Measurement of Adult Intelligence. Baltimore (MD): Williams & Witkins
- Wechsler, David (1958). The Measurement and Appraisal of Adult Intelligence (fourth ed.). Baltimore (MD): Williams & Witkins